# Village étape
Village étape ist ein offizielles französisches Label, das an französische Gemeinden mit weniger als 5000 Einwohnern verliehen wird, die sich in der Nähe einer Hauptverkehrsstraße befinden, d. h. an mautfreien Autobahnen oder Nationalstraßen.

## Beschreibung
Die Villages étapes stellen Alternativen zu Raststätten dar. Die mit dem Label versehenen Gemeinden liegen weniger als fünf Minuten von einer Hauptverkehrsstraße entfernt und haben nicht mehr als 5000 Einwohner. Erkennbar sind sie an der entsprechenden Beschilderung.
Die Bezeichnung Village étape wird derzeit vom Ministerium für ökologischen Wandel und territorialen Zusammenhalt an Gemeinden vergeben, die einen Antrag eingereicht haben, die Zulassungskriterien erfüllen und eine Qualitätscharta in Bezug auf Ausstattung, Service und Empfang einhalten. Das für fünf Jahre verliehene Label ist unter den gleichen Bedingungen verlängerbar.

## Zulassungskriterien
Um ausgezeichnet zu werden, muss eine Gemeinde folgende Voraussetzungen erfüllen:
- Bevölkerung von maximal 5000 Einwohnern haben,
- weniger als fünf Kilometer oder fünf  Minuten von einer Hauptverkehrsstraße entfernt sein (ausgenommen mautpflichtige Straßen),
- über die notwendigen Einrichtungen verfügen, um den Verkehrsteilnehmer in seiner Pause zufrieden zu stellen, d. h.:
  - Parkmöglichkeiten im Schatten,
  - gepflegte, behindertengerechte Toiletten,
  - Picknicktische und Spielplätze sowie
  - einen Servicepunkt für Reisemobile.

Weiterhin müssen Villages étapes Folgendes aufweisen:
- mindestens eine Hotelunterkunft, die durch hochwertige Gästezimmer und/oder einen Campingplatz ergänzt werden kann,
- eine traditionelle Gastronomie mit einer ausreichenden Anzahl an Gedecken,
- eine Bäckerei, Lebensmittelgeschäft, Metzgerei, Zeitungshandel, aber auch eine Apotheke, eine Garage, einen Automaten.

Beim Kriterium des nachhaltigen Engagements werden auch die Verpflichtungen der Gemeinden berücksichtigt sowohl hinsichtlich nachhaltiger Entwicklung als auch Barrierefreiheit. Ebenso muss die Gemeinde bei der Verschönerung ihres Lebensumfelds in Bezug auf Blumenschmuck und Grünanlagen aktiv sein.
Weiterhin müssen eine Touristeninformationsstelle, Wanderwege und/oder historische Denkmäler vorhanden sein.